# Eknäset
Eknäset är ett naturreservat i Katrineholms kommun i Södermanlands län.
Området är naturskyddat sedan 2012 och är 93 hektar stort. Reservatet ligger vid nordvästra stranden av Hönstorpasjön och består av barrblandskog med inslag av lövträd som asp, björk och alm. Här finns även partier med sumpskog.